# Peter Tahourdin
Peter Richard Tahourdin (født 27. august 1928 i Hampshire, England - død 28. juli 2009 i Adelaide, Australien) var en engelsk emigreret australsk komponist og lærer.
Tahourdin studerede komposition på Trinity College of Music i London hos Richard Arnell, med afgangseksamen (1952).
Han emigrerede til Adelaide (1964), og blev lærer i komposition på Adelaide University og Melbourne University. 
Tahourdin har skrevet fem symfonier, orkesterværker, vokalmusik, elektronisk musik, kammermusik etc.

## Udvalgte værker
- Symfoni nr. 1 (1960) - for orkester
- Symfoni nr. 2 (1969) - for orkester
- Symfoni nr. 3 (1979) - for orkester
- Symfoni nr. 4 (1987) - for orkester
- Symfoni nr. 5 (1994) - for orkester
- Sinfonietta nr. 1 (1952) - for orkester
- Sinfonietta nr. 2 (1959) - for orkester
- "Symfoni koncertante" (1966) - for cello og orkester